# Millepora alcicornis
Millepora alcicornis, ou gengibre do mar, é uma espécie de coral de fogo colonial com esqueleto calcário. É encontrado em recifes de corais de águas rasas no oeste tropical do Oceano Atlântico. Pode apresentar morfologias diferentes a depender da sua localização. Alimenta-se de plâncton e obtém parte de suas necessidades energéticas de microalgas encontradas em seus tecidos. É um membro importante da comunidade de construção de recifes e está sujeito às mesmas ameaças que outros corais. Pode causar picadas dolorosas em mergulhadores incautos.

## Taxonomia
Millepora alcicornis não é um coral verdadeiro da classe Anthozoa, mas pertence à classe Hydrozoa, e está mais relacionado com as medusas do que com os corais duros. Devido à variabilidade no hábito de crescimento que este coral exibe, ele tem sido objeto de muita confusão quanto à sua taxonomia, sendo descrito sob vários nomes diferentes em diferentes localidades. Em 1898, Hickson decidiu que as variações na morfologia eram devidas a fatores ambientais e que Millepora alcicornis era o nome válido para todas essas espécies. Esta conclusão já foi questionada.
A espécie foi descrita pela primeira vez por Carl Linnaeus em sua obra de 1758, a 10ª edição do Systema Naturae, mas sua localidade-tipo é desconhecida. Seu nome científico vem do latim: Millepora significa "mil poros" e alcicornis quer dizer "chifres de alce". Parece provável que a localidade-tipo seja de fato as Índias Ocidentais. Explicando isso, em 1941, Crossland escreveu: "Não consigo resistir à observação de que a única coisa certa sobre as muitas formas de Millepora é que nenhuma delas tem qualquer semelhança com o chifre de um alce, exceto talvez o das Índias Ocidentais".

## Descrição
A morfologia de Millepora alcicornis é muito variável. A maioria das colônias provavelmente começa como formas incrustantes e adota uma estrutura ramificada à medida que cresce. As incrustações podem se estabelecer em uma variedade de estruturas, não apenas em recifes de corais e rochas, mas também em corais mortos e cascos de navios naufragados. O desenvolvimento posterior ocorre na forma de placas ou lâminas em habitats com muito movimento de água, como as bordas externas dos recifes, atingidas pelas ondas. Em águas mais calmas, como em lagoas profundas ou partes mais abrigadas do recife, desenvolve-se uma estrutura mais ereta, frondosa ou ramificada que pode crescer até 50 cm. O hábito de crescimento também é influenciado pela inclinação da superfície em que o coral de fogo cresce. Em superfícies verticais, as bases incrustantes são maiores com perímetros mais longos e a densidade de ramificação é menor do que em superfícies horizontais. Os ramos cilíndricos geralmente crescem em um único plano e abrangem uma gama de tons de marrom a pálido, amarelo creme, enquanto as pontas dos ramos são brancas.
Incrustados no esqueleto calcário estão numerosos pólipos microscópicos. Eles estão conectados internamente por um sistema de canais e estão escondidos atrás de poros no esqueleto, cuja superfície é lisa e carece dos coralitos dos verdadeiros corais duros. Os pólipos têm funções especializadas, os gastrozoóides processam e digerem os alimentos apanhados pelos dactilozoóides que se agrupam à sua volta. Os gastrozoóides são pequenos e rechonchudos e estendem-se de quatro a seis tocos de tentáculos através de seus poros, mas são invisíveis. Os dactilozoóides têm tentáculos semelhantes a pêlos cobertos por cnidoblastos. As picadas dos cnidocistos imobilizam uma presa e os tentáculos a empurram pela boca de um gastrozooide adjacente, de onde passa para o estômago para digestão. Os pólipos também expulsam o cenósteo, o material calcário do qual o esqueleto é composto. O cenósteo contém certas microalgas simbióticas chamadas zooxanthellae. Estes são organismos fotossintéticos que fornecem energia a seus hospedeiros e, em troca, se beneficiam de um ambiente protetor em uma posição bem iluminada. Cerca de 75% das necessidades energéticas do coral de fogo são fornecidas pelas zooxantelas.

## Distribuição
Millepora alcicornis é encontrada no Mar do Caribe, Golfo do México, Flórida, Ilhas de Cabo Verde e ao longo da costa da América Central e do Sul até o Brasil. Também foi encontrado nas Bermudas, mas a morfologia naquele local é tão diferente do restante de sua distribuição que pode ser uma espécie distinta. Ela cresce em profundidades de até 40 metros e é o único coral de fogo que geralmente cresce em profundidades superiores a 10 metros.

## Biologia

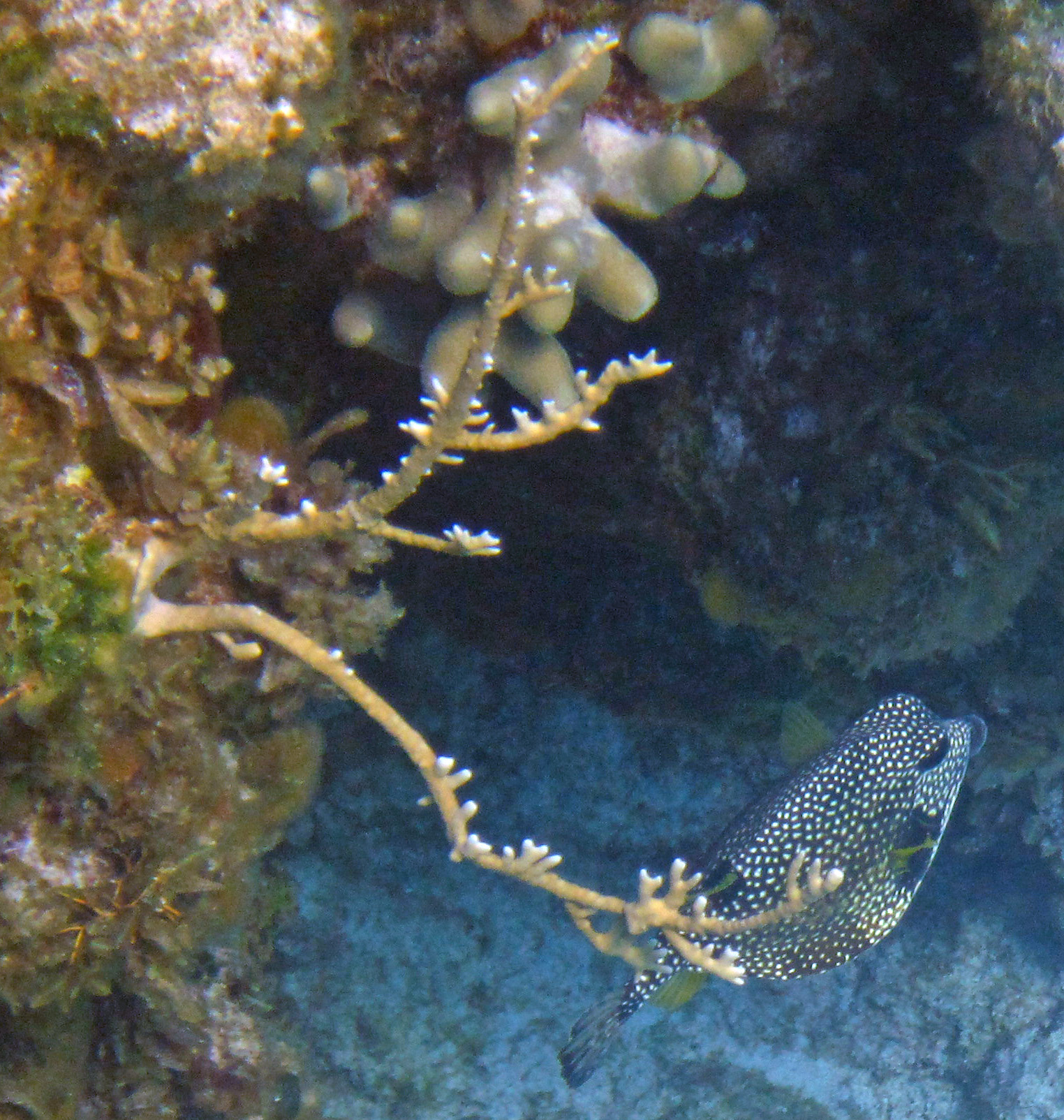
Colonia joven ramificada de M. alcicornis na ilha San Salvador, Bahamas

Millepora alcicornis se alimenta de plâncton. Os tentáculos dos dactilozoóides são normalmente estendidos o tempo todo. Se um objeto for agitado acima do coral, ele fará com que os tentáculos se retraiam e então o coral pode ser manuseado sem experimentar as picadas dolorosas causadas pelos cnidócitos.
A reprodução é por meios assexuados ou sexuados. Partes do coral podem se desprender da colônia por uma tempestade ou outros meios, e alguns desses fragmentos podem acabar em locais adequados para crescer em novas colônias que serão geneticamente idênticas à colônia-mãe. Esta fragmentação é provavelmente o método mais frequente de reprodução. Alternativamente, certos poros chamados ampolas contêm pólipos que brotam de medusas de vida curta, semelhantes a águas-vivas, que se separam da colônia. Eles produzem gametas que, após a fertilização, se desenvolvem em larvas de plânula. Estes flutuam com as correntes como parte do zooplâncton antes de se estabelecerem e se desenvolverem em novas colônias.

## Ecologia
Várias espécies de camarões e peixes se refugiam entre os ramos da Millepora alcicornis, aparentemente imunes ao veneno. O peixe-gavião, em particular, costuma pousar no topo do coral de fogo, talvez protegido por suas barbatanas peitorais sem pele. Talvez sem surpresa, Millepora alcicornis tem poucos predadores. O fireworm (Hermodice carunculata) às vezes pasta nele, mas prefere outros corais. Certos nudibrânquios do gênero Phyllidia o comem, assim como os filefish da família Monacanthidae.
Verificou-se que quando Millepora alcicornis cresce próximo a um gorgônio arborescente, o coral de fogo se torna agressivo. Produz galhos de "ataque" que crescem lateralmente em direção ao leque, desenvolvem-se em estruturas semelhantes a mãos e o cercam e sufocam. O coral de fogo então o usa como substrato para um novo crescimento. Às vezes, esse novo crescimento se separa da colônia mãe e uma nova colônia de coral de fogo é formada, geneticamente idêntica à original. Essa ação agressiva é específica das gorgônias e não ocorre em resposta à presença próxima de outros corais vivos ou mortos, outros invertebrados sésseis ou águas abertas. O coral de fogo parece ser capaz de detectar a presença da gorgônia como resultado do fluxo de água sobre as superfícies de ambos.

## Ameaças

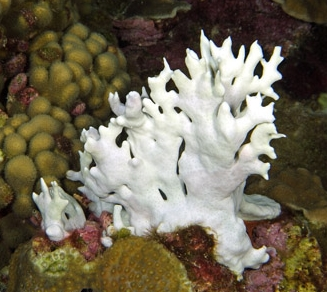
Colônia de Millepora completamente afetada pelo branqueamento de corais, em comparação com as espécies vizinhas que não apresentam sinais da doença

Embora não seja um coral verdadeiro, o Millepora alcicornis está sujeito às mesmas ameaças gerais enfrentadas pelos corais e recifes de corais. O maior deles é o aquecimento global e o consequente aumento da temperatura do mar. Millepora alcicornis é um dos primeiros corais a mostrar branqueamento quando o simbionte zooxanthellae é morto. No entanto, também é mais resiliente do que a maioria e se restabelece por recrutamento antes dos corais escleractínios. Outras ameaças gerais aos recifes incluem acidificação dos oceanos, poluição, sedimentação, espécies invasoras e outras mudanças na dinâmica das espécies, doenças dos corais, pesca, atividades de lazer e turismo. Pequenas quantidades de Millepora alcicornis são reunidas para venda a colecionadores.

## Interações humanas
Os cnidócitos de Millepora alcicornis são poderosos o suficiente para picar a pele humana. Eles podem injetar um veneno que causa uma sensação dolorosa de queimação, erupções cutâneas, bolhas e cicatrizes. A toxina foi investigada e é uma proteína solúvel em água, 40 μg da qual fornece uma dose letal média para camundongos pesando 20 gramas.
Millepora alcicornis não tem uso comercial, mas às vezes é mantida em aquários de recife. Requer alto movimento de água e luz brilhante para florescer e sua saúde pode ser julgada por sua cor, uma tonalidade amarela mostrando saúde, enquanto uma cor marrom mais escura pode indicar pouca luz. Pode ser difícil de controlar porque cresce rapidamente e se espalha sobre outros objetos no tanque.